# Midway (Georgia)
Midway es una ciudad ubicada en el condado de Liberty en el estado estadounidense de Georgia. En el año 2000 tenía una población de 1.100 habitantes.

## Geografía
Midway se encuentra ubicada en las coordenadas 31°48′0″N 81°24′44″O / 31.80000, -81.41222 (31.799873, -81.412298).
Según la Oficina del Censo, la localidad tiene un área total de 9,3 km² (3,6 mi²), de la cual 9,3 km² (3,6 mi²) es tierra y 0 km² (0 mi²) (0.00%) es agua.

## Demografía
Según la Oficina del Censo en 2000 los ingresos medios por hogar en la localidad eran de $29,205, y los ingresos medios por familia eran $31,607. Los hombres tenían unos ingresos medios de $27,014 frente a los $20,313 para las mujeres. La renta per cápita para la localidad era de $13,078. 